# Welfia alfredii
Welfia alfredii ist eine in Südamerika heimische Palmenart aus der Gattung Welfia.

## Merkmale
Welfia alfredii ist eine mäßig große, einzelstämmige und unbewehrte Palmenart. Sie ist mehrmals blühend und einhäusig getrenntgeschlechtig (monözisch). Der Stamm ist aufrecht. Die Blattnarben sind auffällig, breit und eher entfernt stehend.
Die Palmen werden 9 bis 19 m hoch, wobei der Stamm 5 bis 12 m hoch wird und einen Durchmesser von 14 bis 20 cm erreicht. Die Krone besteht aus rund 8 (7 bis 9) Blättern pro Stamm. Die Blattscheiden sind rund 74 (64 bis 90) cm lang, die Blattstiele sind eher kurz. Die Rhachis ist im Schnitt 464 (360 bis 540) cm lang. An jeder Blattseite stehen im Schnitt 76 (65 bis 85) Fiederblättchen.
Das Vorblatt des Blütenstands ist 83 cm lang. Die Tragblätter am Blütenstandsstiel sind 65 cm lang. Der Blütenstandsstiel ist im Schnitt 22,2 (18 bis 24,5) cm lang. Es gibt im Schnitt 12 (8 bis 16) Rachillae, diese sind 72,1 (55 bis 10) cm lang und 25,4 (19,4 bis 28,1) mm im Durchmesser. Die männlichen Blüten haben im Schnitt 45 (44 bis 46) Staubblätter.
Die Früchte sind kugelig und nicht oder nur wenig dorsiventral zusammengedrückt. Seitlich haben sie kaum einen vorstehenden Grat, die Spitze ist stumpf. Die Basis ist kontrahiert. Die Frucht ist im Schnitt 34,3 (33,1 bis 35,4) mm lang und hat einen Durchmesser von 25,9 (24,8 bis 28,0) mm Durchmesser.
Jungpflanzen verbleiben mehrere Jahre stammlos. Bis zu einer Stammhöhe von rund fünf Metern verbleiben die holzigen Blattscheiden am Stamm. Sie verbleiben bis zur Mannbarkeit, dann fallen sie massenweise ab. Danach sind am Stamm unregelmäßige Internodien und Blütenstandsnarben sichtbar. Die männlichen Blüten duften stark. Sie ziehen zahlreiche Insekten an, unter anderen Bienen, Fliegen und Thripse. Die Früchte brauchen für die Reifung 18 bis 20 Monate. Die Früchte sind sehr hart und dicht. Samenverbreiter sind nicht bekannt.

## Verbreitung und Standorte
Welfia alfredii kommt nur in Zentral-Peru vor, in den Regionen Huánuco, Pasco und Ucayali. Sie wächst in der Cordillera Oriental, Cordillera El Sira und an der Ostflanke der Cordillera Yanachaga in 1391 bis 1725 m Seehöhe im Bergregenwald.
Am Yanachaga wächst Welfia alfredii in nassen prämontanen Wäldern und bevorzugt leicht lehmige Sandböden. Hier bildet sie dichtstehende Populationen. In den Wäldern dominieren große Bäume mit Croton matourensis und andere Palmen wie Socratea exorrhiza, Dictyocaryum lamarckianum, und Euterpe luminosa. Der Unterwuchs ist spärlich und besteht aus Melastomataceae-Sträuchern, Farnen (z. B. Cyathea), Palmen wie Geonoma longipedunculata und juvenilen Socratea exorrhiza und Welfia alfredii.

## Systematik
Die ersten Exemplare von Welfia alfredii wurden 1988 von Alwyn Howard Gentry gesammelt, weitere Aufsammlungen gab es 1988 von Rainer und 1998 durch Henderson. Alle erkannten, dass die Exemplare sich von Welfia regia unterschieden. Welfia alfredii hat im Vergleich zu Welfia regia deutlich unterscheidbare Früchte und hat auch ein deutlich anderes Areal. Die nächstgelegenen Populationen von Welfia regia sind rund 1100 km entfernt.
Die Art Welfia alfredii wurde 2013 von Andrew James Henderson und Isabel Villalba beschrieben. Sie ist nach Alfred Henderson benannt.